# Витале, Хулиан
Хулиа́н Вита́ле (исп. Julián Vitale; родился 21 июля 1995 года, Буэнос-Айрес, Аргентина) — аргентинский футболист, защитник клуба «Атлетико Альварадо».

## Биография
Витале — воспитанник клуба «Индепендьенте». 31 мая 2015 года в матче против «Тигре» он дебютировал в аргентинской Примере. 27 августа в поединке Южноамериканского кубка против «Арсенала» из Саранди Хулиан забил свой первый гол за «Индепендьенте». Летом 2017 года Витале на правах аренды присоединился к «Унион Санта-Фе». 16 сентября в матче против «Дефенса и Хустисия» он дебютировал за новую команду.
Летом 2018 года Витале был отдан в аренду в «Сан-Мартин Тукуман». 20 августа в матче против своего бывшего клуба «Унион Сант-Фе» он дебютировал за новую команду.